# Turoń

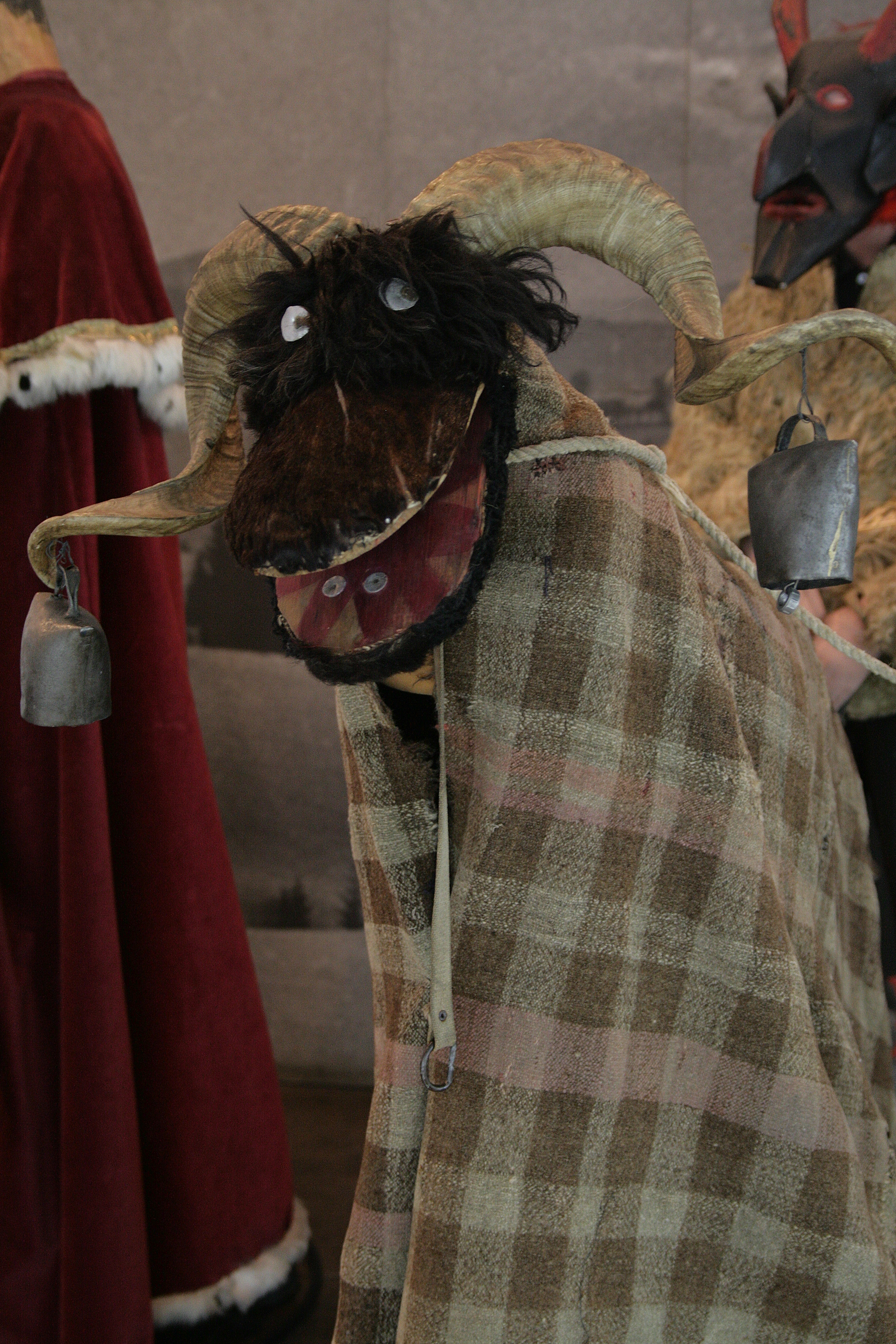
Turoń, Muzeum Etnograficzne w Krakowie

Turoń – maszkara przedstawiająca rogate, czarne i włochate zwierzę z kłapiącą paszczą, występujące w widowiskach obrzędowych ludu polskiego w okresie od Bożego Narodzenia do Wielkanocy.
Osoba odgrywająca turonia przykrywała się derką, płachtą lub skórą baranią, przed sobą trzymając zamontowany na długim patyku drewniany łeb byka z kłapiącą szczęką, rogami (czasem prawdziwymi – bydlęcymi, kiedy indziej drewnianymi), obitym skórą królika lub innego zwierzęcia(np. barani kożuch).

## Zwyczaje
Osoba odgrywająca turonia szła pochylona i okryta derką w sposób mający przypominać posturą i wyglądem prawdziwe zwierzę. Czasami turoń mógł być prowadzony na sznurku.
Po wejściu wraz z grupą kolędniczą do chaty rozpoczynał figle i tańce, skakał, ryczał jak osioł, najbardziej lubił płatać figle kobietom, które ganiał, zaczepiał oraz tłukł je pyskiem. Podczas śpiewania kolęd turoń kłapał pyskiem w takt melodii i dzwonił zawieszonym na szyi dzwonkiem.
W którymś momencie tych harców następował ważny element kolędowania: turoń padał , a wówczas następowało jego cucenie – masowanie, podpalanie pod nim słomy, dmuchanie i wlewanie wódki w pysk kukły, odczynianie uroków. Po takich zabiegach turoń odzyskiwał siły i znów zaczynał hasać, po czym przedstawienie wkrótce się kończyło.
W każdym z regionów Polski, gdzie zwyczaj ten występował, wyglądał nieco inaczej. W Krakowskiem turoń towarzyszył kolędowaniu z gwiazdą w czasie święta Trzech Króli. Postępował za kolędnikami i gdy weszli oni do chaty lub dworu rzucał się na osoby, które zanadto zapatrzyły się na gwiazdę i towarzyszących jej muzykantów. Pysk jego był wykonany z cienkiego drewna, obity skórą zajęczą i na tyle przepastny, że mógł on połknąć naraz całe jabłko lub opróżnić kieliszek wódki. Z pewnością to przez alkohol, spożywany w każdej niemal z odwiedzanych chat, zachowanie turonia było tak bezczelne. W rękach turoń trzymał dwa kije, którymi, podnosząc się ustawicznie uderzał w podłogę, przeskakiwał przez nie oraz przez znajdujące się w izbie stołki. W Kieleckiem z turem, nazywanym przez uczestników "turuniem" chadzano w Zapusty a więc w czasie karnawału. Podobnie było w Tarnowie, gdzie jednak Turoniowi towarzyszyli inni przebierańcy: Tatar (Turek) i Żyd. Za Mielcem zaś z turoniem chadzano w wigilię Nowego Roku.
Przykładowe życzenia, wypowiadane w czasie chodzenia z turoniem: 
" Gdzie turoń chodzi,
Tam się żytko rodzi.
A gdzie nie chodzi, 
Tam się nie rodzi.
Gdzie jego stopy,
Tam staną kopy"
Kiedy Turoń już naprzykrzył się domownikom, śpiewano mu piosenkę:
"Idź, turoniu, do domu,

nie zawadzaj nikomu,

nie tuś się wychował,

nie tu będziesz nocował."
Po czym gospodarz bądź gospodyni daje kolędnikom tytułem "odczepnego" pieniądze oraz podarek ze spiżarni. Ci zaś podziękowawszy za podarki udają się do następnej chaty.

## Etymologia
Jak pisze Oskar Kolberg: "(...) przypomina mi się badanie o Turze, uczenie przez Niemca Hariusza wywiedzione.Tur w językach wschodnich jest wyrazem obcym, a znaczy byka – należy więc do pojęć i obrzędów pogańskiej Słowiańszczyzny, gdzie tur był emblematem Słońca, na cześć zaś jego obchodzono święto Turzycami zwane. Nie inaczej więc turuń tłumaczyć się ma; oto po Bożym Narodzeniu i nowe słońce się rodzi, jaśniej i dłużej świecąc z nastaniem nowego lata."

## Symbolika
Turoń symbolizował płodność, był on formą składania życzeń w formie gestów. Swą płodność przekazywał gestem, bodąc domowników rogami.